# Tour de Ski 2015
Il Tour de Ski 2015 si è svolto dal 3 all'11 gennaio 2015. Le gare sono iniziate ad Oberstdorf, Germania e sono terminate in Val di Fiemme, Italia. I detentori dei titoli erano i norvegesi Martin Johnsrud Sundby e Therese Johaug.
Il vincitore in campo maschile è stato il norvegese Martin Johnsrud Sundby, che è stato capace di difendere il primato dell'edizione precedente; in campo femminile invece la norvegese Marit Bjørgen è riuscita a portarsi a casa il suo primo Tour de Ski in carriera, vincendo cinque delle sette tappe.

## Classifiche
| Pos. | Nome                   | Tempo     |
| ---- | ---------------------- | --------- |
| 1    | Martin Johnsrud Sundby | 3:26'42.9 |
| 2    | Petter Northug         | +34.5     |
| 3    | Evgeniy Belov          | +51.1     |
| 4    | Calle Halfvarsson      | +1'04.2   |
| 5    | Dario Cologna          | +2'06.6   |
| 6    | Roland Clara           | +2'32.2   |
| 7    | Niklas Dyrhaug         | +2'37.5   |
| 8    | Alexey Poltoranin      | +2'59.7   |
| 9    | Chris Andre Jespersen  | +3'09.3   |
| 10   | Maxim Vylegzhanin      | +3'25.7   |

| Pos. | Nome                  | Tempo     |
| ---- | --------------------- | --------- |
| 1    | Marit Bjørgen         | 2:34'44.6 |
| 2    | Therese Johaug        | +1'39.2   |
| 3    | Heidi Weng            | +1'59.5   |
| 4    | Ragnhild Haga         | +7'32.2   |
| 5    | Elizabeth Stephen     | +7'41.8   |
| 6    | Eva Vrabcová-Nyvltová | +8'29.4   |
| 7    | Nicole Fessel         | +8'55.8   |
| 8    | Denise Herrmann       | +9'35.1   |
| 9    | Emma Wikén            | +9'47.9   |
| 10   | Teresa Stadlober      | +9'53.8   |

## Tappe

### 1ª Tappa
3 gennaio 2015, Oberstdorf, Germania
| Pos. | Nome              | Tempo  |
| ---- | ----------------- | ------ |
| 1    | Dario Cologna     | 9'54.2 |
| 2    | Calle Halfvarsson | +5.0   |
| 3    | Petter Northug    | +5.5   |
| 4    | Ilia Chernousov   | +7.0   |
| 5    | Marcus Hellner    | +8.2   |

| Pos. | Nome           | Tempo  |
| ---- | -------------- | ------ |
| 1    | Marit Bjørgen  | 7'53.0 |
| 2    | Heidi Weng     | +10.7  |
| 3    | Ragnhild Haga  | +12.2  |
| 4    | Therese Johaug | +13.2  |
| 5    | Nicole Fessel  | +13.5  |

### 2ª Tappa
4 gennaio 2015, Oberstdorf, Germania
| Pos. | Nome              | Tempo   |
| ---- | ----------------- | ------- |
| 1    | Petter Northug    | 42'01.2 |
| 2    | Alex Harvey       | +0.6    |
| 3    | Calle Halfvarsson | +0.8    |
| 4    | Niklas Dyrhaug    | +2.0    |
| 5    | Alexey Poltoranin | +2.1    |

| Pos. | Nome           | Tempo   |
| ---- | -------------- | ------- |
| 1    | Marit Bjørgen  | 29'27.6 |
| 2    | Heidi Weng     | +56.2   |
| 3    | Therese Johaug | +56.8   |
| 4    | Stina Nilsson  | +1'33.5 |
| 5    | Nicole Fessel  | +1'37.7 |

### 3ª Tappa
6 gennaio 2015, Val Müstair, Svizzera
| Pos. | Nome                   | Tempo   |
| ---- | ---------------------- | ------- |
| 1    | Federico Pellegrino    | 3'13.65 |
| 2    | Petter Northug         | +0.18   |
| 3    | Martin Johnsrud Sundby | +0.19   |
| 4    | Evgeniy Belov          | +2.33   |
| 5    | Ilia Chernousov        | +6.07   |

| Pos. | Nome                     | Tempo   |
| ---- | ------------------------ | ------- |
| 1    | Marit Bjørgen            | 3'37.73 |
| 2    | Heidi Weng               | +1.97   |
| 3    | Ingvild Flugstad Østberg | +2.41   |
| 4    | Stina Nilsson            | +6.40   |
| 5    | Maiken Caspersen Falla   | +7.74   |

### 4ª Tappa
7 gennaio 2015, Dobbiaco, Italia
| Pos. | Nome                   | Tempo   |
| ---- | ---------------------- | ------- |
| 1    | Alexey Poltoranin      | 22'58.1 |
| 2    | Evgeniy Belov          | +0.5    |
| 3    | Martin Johnsrud Sundby | +4.2    |
| 4    | Calle Halfvarsson      | +9.4    |
| 5    | Dario Cologna          | +14.3   |

| Pos. | Nome              | Tempo   |
| ---- | ----------------- | ------- |
| 1    | Marit Bjørgen     | 12'48.5 |
| 2    | Therese Johaug    | +10.8   |
| 3    | Heidi Weng        | +13.1   |
| 4    | Emma Wikén        | +13.8   |
| 5    | Justyna Kowalczyk | +17.6   |

### 5ª Tappa
8 gennaio 2015, Dobbiaco, Italia
| Pos. | Nome                   | Tempo   |
| ---- | ---------------------- | ------- |
| 1    | Petter Northug         | 53'56.9 |
| 2    | Calle Halfvarsson      | +2.0    |
| 3    | Martin Johnsrud Sundby | +2.2    |
| 4    | Evgeniy Belov          | +2.4    |
| 5    | Niklas Dyrhaug         | +1'45.9 |

| Pos. | Nome           | Tempo   |
| ---- | -------------- | ------- |
| 1    | Marit Bjørgen  | 36'37.9 |
| 2    | Heidi Weng     | +1'58.8 |
| 3    | Therese Johaug | +2'51.4 |
| 4    | Emma Wikén     | +4'20.4 |
| 5    | Ragnhild Haga  | +4'23.7 |

### 6ª Tappa
10 gennaio 2015, Val di Fiemme, Italia
| Pos. | Nome                   | Tempo   |
| ---- | ---------------------- | ------- |
| 1    | Tim Tscharnke          | 46'48.8 |
| 2    | Alexey Poltoranin      | +0.0    |
| 3    | Dario Cologna          | +0.3    |
| 4    | Stanislav Volzhentsev  | +0.7    |
| 5    | Alexander Bessmertnykh | +0.7    |

| Pos. | Nome                | Tempo   |
| ---- | ------------------- | ------- |
| 1    | Therese Johaug      | 33'10.4 |
| 2    | Marit Bjørgen       | +1.1    |
| 3    | Heidi Weng          | +5.5    |
| 4    | Aino-Kaisa Saarinen | +1'13.1 |
| 5    | Elizabeth Stephen   | +1'39.6 |

### 7ª Tappa
11 gennaio 2015, Val di Fiemme, Italia
| Pos. | Nome                   | Tempo   |
| ---- | ---------------------- | ------- |
| 1    | Roland Clara           | 29'13.0 |
| 2    | Maurice Manificat      | +2.1    |
| 3    | Martin Johnsrud Sundby | +11.3   |
| 4    | Toni Livers            | +16.9   |
| 5    | Simen Andreas Sveen    | +24.8   |

| Pos. | Nome                  | Tempo   |
| ---- | --------------------- | ------- |
| 1    | Therese Johaug        | 32'16.4 |
| 2    | Heidi Weng            | +59.4   |
| 3    | Marit Bjørgen         | +1'11.1 |
| 4    | Elizabeth Stephen     | +1'13.5 |
| 5    | Eva Vrabcová-Nyvltová | +1'54.6 |